# کن فیکون
كُنْ فَیَكُونُ (به معنای باش، پس بی درنگ موجود می شود) عبارت مشهوری است که چندین بار در قرآن به کار رفته‌است. به صورت کلی یعنی ارادهٔ بودنش را کردیم و به وجود آمد و در مواردی استفاده می‌شود که بدون هیچ پیش نیازی چیزی را از هیچ به وجود آورند. این‌ موضوع در باور مسلمانان تنها مختص خدا است و به صورت ضرب‌المثل نیز استفاده می‌شود.

## تفسیر دکتر دینانی در برنامه معرفت
نخستین چیز، صداست؛ در جمله ای آمده است که «اول کلمه شقت أسماء المُمکنات کلمه کن» اولین صدایی که در هستی طنین افکند و به گوش عالم امکان رسید، کلمه «کن» بود؛ یعنی هر موجود ممکنی گوشی داشت و این صدا به گوشش رسید. این نخستین صداست. معلوم می‌شود که نخستین چیز، صداست که کلمه «کن» بود که گوش عالم ممکن را نواخت، و عرفا آن را «کُن وجودی» می‌گویند.
یعنی خداوند گفت «کُن! فیکون»؛ یعنی حق تعالی اشاره فرمود که «باش!» پس آن موجود شد. به مجرد اینکه صدای «کن» که نخستین صوت حق است، ظهور یافت، یکون آشکار شد. به عبارت دیگر، یکون چیزی جز «کن» نیست. چنین نیست که خداوند یک لحظه گفت «کُن» و لحظه بعد «یکون» شد. اصلاً فاصله ای وجود ندارد. چون «کُن» مزدوج از کاف و نون است، و یکون نیز اثر «کن» و به اعتباری، همان خود آن است، پس هر «یکون» یا هر موجودی نیز مزدوج است؛ بنابراین، همه چیز مزدوج است.

## آیه‌های دارای عبارت

### بقره:بَدِیعُ السَّمَاوَاتِ وَالْأَرْضِ وَإِذَا قَضَى أَمْرًا فَإِنَّمَا یَقُولُ لَهُ كُنْ فَیَكُونُ﴿۱۱۷﴾[۶]
- انصاریان: [بی سابقه ماده، مدت و نقشه] پدیدآورنده آسمان ها و زمین است. وهنگامی که فرمان به وجود آمدن چیزی را صادر کند فقط به آن می گوید: «باش». پس بی درنگ می باشد.
- خرمشاهی: نو پدیدآورنده آسمانها و زمین است، و چون به كارى اراده كند، فقط میگوید موجود شو و بیدرنگ موجود می‌شود
- فولادوند: [او] پدید آورنده آسمانها و زمین [است] و چون به كارى اراده فرماید فقط می گوید [موجود] باش پس [فورا موجود] می‌شود
- قمشه‌ای: او آفریننده آسمانها و زمین است و چون اراده آفریدن چیزی کند، به محض آنکه گوید: موجود باش، موجود خواهد شد.
- مکارم شیرازی: هستی بخش آسمانها و زمین او است و هنگامی كه فرمان وجود چیزی را صادر كند میگوید: موجود باش! و آن فورا موجود می‌شود.

### آل عمران:قَالَتْ رَبِّ أَنَّى یَكُونُ لِی وَلَدٌ وَلَمْ یَمْسَسْنِی بَشَرٌ قَالَ كَذَلِكِ اللَّهُ یَخْلُقُ مَا یَشَاءُ إِذَا قَضَى أَمْرًا فَإِنَّمَا یَقُولُ لَهُ كُنْ فَیَكُونُ﴿۴۷﴾[۷]
- انصاریان: [مریم] گفت: پروردگارا! چگونه برای من فرزندی خواهد بود، در حالی که هیچ بشری با من تماس نگرفته؟! [خدا] فرمود: چنین است که می گویی [ولی کار خدا مُقیّد به علل و اسباب نیست،] خدا هر چه را بخواهد [با مشیّت مطلقه خود] می آفریند، چون چیزی را اراده کند جز این نیست که به آن می گوید: «باش» پس بی درنگ می باشد؛
- خرمشاهی: [مریم‏] گفت پروردگارا چگونه مرا فرزندى باشد، حال آنكه دست هیچ بشرى به من نرسیده است، گفت خداوند بدین‏سان هرچه را بخواهد میآفریند، [و] چون اراده او به كارى تعلق گرفت، به آن میگوید موجود شو، و بیدرنگ موجود می‌شود
- فولادوند: [مریم] گفت پروردگارا چگونه مرا فرزندى خواهد بود با آنكه بشرى به من دست نزده است گفت چنین است [كار] پروردگار خدا هر چه بخواهد مى ‏آفریند چون به كارى فرمان دهد فقط به آن می گوید باش پس می باشد
- قمشه‌ای: مریم گفت: پروردگارا، مرا چگونه فرزندی تواند بود و حال آنکه با من مردی نزدیک نشده؟ گفت: چنین است (کار خدا)، خدا هر آنچه بخواهد می‌آفریند؛ چون مشیّت او به چیزی قرار گیرد، به محض اینکه گوید «موجود باش»، همان دم موجود می‌شود.
- مکارم شیرازی: (مریم) گفت: پروردگارا! چگونه ممكن است فرزندی برای من باشد، در حالی كه انسانی با من تماس ‍ نگرفته است؟! فرمود: خداوند، اینگونه هر چه را بخواهد میآفریند! هنگامی كه چیزی را مقرر دارد (و فرمان هستی آن را صادر كند)، فقط به آن میگوید: موجود باش! آن نیز فورا موجود می‌شود.

### آل عمران:إِنَّ مَثَلَ عِیسَى عِنْدَ اللَّهِ كَمَثَلِ آدَمَ خَلَقَهُ مِنْ تُرَابٍ ثُمَّ قَالَ لَهُ كُنْ فَیَكُونُ﴿۵۹﴾[۸]
- انصاریان: قطعاً داستان عیسی نزد خدا [از نظر چگونگی آفرینش] مانند داستان آدم است که [پیکر] او را از خاک آفرید، سپس به او فرمود: [موجود زنده] باش؛ پس بی درنگ [موجود زنده] شد.
- خرمشاهی: شان [آفرینش‏] عیسى براى خداوند همچون شان [آفرینش‏] آدم است كه او را از خاك آفرید، سپس به او گفت موجود شو و بیدرنگ موجود شد
- فولادوند: در واقع مثل عیسى نزد خدا همچون مثل [خلقت] آدم است [كه] او را از خاك آفرید سپس بدو گفت باش پس وجود یافت
- قمشه‌ای: همانا مثل (خلقت) عیسی به امر خدا مثل خلقت آدم است که او را از خاک بساخت، سپس بدان خاک گفت: (بشری به حد کمال) باش، همان دم چنان گشت.
- مکارم شیرازی: مثل عیسی در نزد خدا، همچون آدم است، كه او را از خاك آفرید، و سپس به او فرمود: «موجود باش!» او هم فورا موجود شد. (بنابراین، ولادت مسیح بدون پدر، هرگز دلیل بر الوهیت او نیست).

### الانعام:وَهُوَ الَّذِی خَلَقَ السَّمَاوَاتِ وَالْأَرْضَ بِالْحَقِّ وَیَوْمَ یَقُولُ كُنْ فَیَكُونُ قَوْلُهُ الْحَقُّ وَلَهُ الْمُلْكُ یَوْمَ یُنْفَخُ فِی الصُّورِ عَالِمُ الْغَیْبِ وَالشَّهَادَةِ وَهُوَ الْحَكِیمُ الْخَبِیرُ﴿۷۳﴾[۹]
- انصاریان: و اوست که آسمان ها و زمین را به درستی و راستی آفرید؛ و روزی که [اراده اش به آفریدن چیزی تعلق گیرد] می گوید: باش، پس بی درنگ می باشد؛ گفتارش حق است؛ و روزی که در صور دمیده شود فرمانروایی و حاکمیّت مطلق ویژه اوست، دانای نهان و آشکار است، و او حکیم و آگاه است.
- خرمشاهی: و اوست كه آسمانها و زمین را به حق آفرید و روزى كه بگوید موجود شو، بیدرنگ موجود شود، سخن او حق است، و روزى كه در صور دمیده شود، فرمانروایى از آن اوست، اوست كه داناى پنهان و پیداست، و اوست كه فرزانه آگاه است‏
- فولادوند: و او كسى است كه آسمانها و زمین را به حق آفرید و هر گاه كه می گوید باش بى ‏درنگ موجود شود سخنش راست است و روزى كه در صور دمیده شود فرمانروایى از آن اوست داننده غیب و شهود است و اوست‏ حكیم آگاه
- قمشه‌ای: و اوست خدایی که آسمانها و زمین را به حق آفرید و روزی که بگوید: موجود باش، آن چیز بی‌درنگ موجود خواهد شد. سخن او حق است و پادشاهی و فرمان عالم روزی که در صور بدمند تنها با اوست و دانای نهان و آشکار است و هم او به تدبیر خلق دانا و (بر همه چیز) آگاه است.
- مکارم شیرازی: او كسی است كه آسمانها و زمین را به حق آفرید و آن روز كه به آنها میگوید موجود باش، موجود میشود، سخن او حق است و در آن روز كه در صور دمیده میشود حكومت مخصوص او است، از پنهان و آشكار با خبر است و حكیم و آگاه میباشد.

### النحل:إِنَّمَا قَوْلُنَا لِشَیْءٍ إِذَا أَرَدْنَاهُ أَنْ نَقُولَ لَهُ كُنْ فَیَكُونُ﴿۴۰﴾[۱۰]
- انصاریان: [زنده کردن مردگان برای ما دشوار نیست] فرمان ما درباره چیزی چون [به وجود آمدنش را] اراده کنیم، فقط این است که به آن می گوییم: باش، پس [بی درنگ] موجود می شود.
- خرمشاهی: سخن ما درباره چیزى كه اراده‏اش را كرده‏ایم فقط این است كه به آن میگوییم موجود شو، و بیدرنگ موجود می‌شود.
- فولادوند: ما وقتى چیزى را اراده كنیم همین قدر به آن می گوییم باش بى ‏درنگ موجود می‌شود.
- قمشه‌ای: ما به امر نافذ خود هر چه را اراده کنیم همین که گوییم موجود باش، همان لحظه موجود خواهد شد.
- مکارم شیرازی: (معاد برای ما مشكل نیست چرا كه) هنگامی كه چیزی را اراده میكنیم فقط به آن میگوئیم موجود باش، بلافاصله موجود میشود!

### مریم:مَا كَانَ لِلَّهِ أَنْ یَتَّخِذَ مِنْ وَلَدٍ سُبْحَانَهُ إِذَا قَضَى أَمْرًا فَإِنَّمَا یَقُولُ لَهُ كُنْ فَیَكُونُ﴿۳۵﴾[۱۱]
- انصاریان: خدا را نسزد که هیچ فرزندی [برای خود] برگیرد؛ او منزّه است؛ چون پدید آمدن چیزی را اراده کند، فقط به آن می گوید: باش، پس بی درنگ موجود می شود.
- خرمشاهی: سزاوار نیست كه خداوند فرزندى برگیرد، او منزه است، آنگاه كه كارى را مقرر فرماید فقط به آن میگوید، موجود شو، و بیدرنگ موجود می‌شود
- فولادوند: خدا را نسزد كه فرزندى برگیرد منزه است او چون كارى را اراده كند همین قدر به آن می گوید موجود شو پس بى ‏درنگ موجود می‌شود
- قمشه‌ای: خدا را هرگز نشاید که فرزندی اتخاذ کند، که وی منزه از آن است، (او قادری است که) چون حکم نافذش به ایجاد چیزی تعلق گیرد همین که گوید: «موجود باش» بی‌درنگ آن چیز موجود می‌شود.
- مکارم شیرازی: هرگز برای خدا شایسته نبود فرزندی انتخاب كند، منزه است او، هر گاه چیزی را فرمان دهد میگوید: موجود باش! آن هم موجود می‌شود.

### یس:إِنَّمَا أَمْرُهُ إِذَا أَرَادَ شَیْئًا أَنْ یَقُولَ لَهُ كُنْ فَیَكُونُ﴿۸۲﴾[۱۲]
- انصاریان: شأن او این است که چون پدید آمدن چیزی را اراده کند، فقط به آن می گوید: باش، پس بی درنگ موجود می شود.
- خرمشاهی: امر او چون [آفرینش‏] چیزى را اراده كند، تنها همین است كه به آن میگوید موجود شو، [و بیدرنگ‏] موجود می‌شود
- فولادوند: چون به چیزى اراده فرماید كارش این بس كه می گوید باش پس [بى ‏درنگ] موجود می‌شود
- قمشه‌ای: فرمان نافذ او چون اراده خلقت چیزی کند به محض اینکه گوید: «موجود باش» بلا فاصله موجود خواهد شد.
- مکارم شیرازی: فرمان او تنها این است كه هر گاه چیزی را اراده كند به او میگوید: موجود باش آن نیز بلافاصله موجود میشود!

### غافر:هُوَ الَّذِی یُحْیِی وَیُمِیتُ فَإِذَا قَضَى أَمْرًا فَإِنَّمَا یَقُولُ لَهُ كُنْ فَیَكُونُ﴿۶۸﴾[۱۳]
- انصاریان: اوست که زنده می کند و می میراند، و چون پدید آمدن چیزی را اراده کند، فقط به آن می گوید: باش. پس بی درنگ موجود می شود.
- خرمشاهی: او كسى است كه زنده میدارد و میمیراند و چون امرى را اراده كند، فقط به آن میگوید موجود شو، و بیدرنگ موجود می‌شود.
- فولادوند: او همان كسى است كه زنده مى ‏كند و می میراند و چون به كارى حكم كند همین قدر به آن می گوید باش بى ‏درنگ موجود می‌شود.
- قمشه‌ای: اوست خدایی که (خلائق را) زنده می‌کند و می‌میراند و چون به خلقت چیزی حکم نافذ و مشیّت کاملش تعلّق گیرد به محض اینکه گوید: موجود باش، بی‌درنگ موجود می‌شود.
- مکارم شیرازی: او كسی است كه زنده می‌كند و می‌میراند، و هنگامی كه چیزی را اراده كند تنها به آن میگوید: موجود باش! او نیز بلافاصله موجود می‌شود.

## همچنین ببینید
- اهل بیت
- علم غیب
- حوری
- انا لله و انا الیه راجعون
- عبارت‌های دعایی در اسلام
- استغفار
- صلوات
- شکر (مفهوم اخلاقی)
- تقوی (اسلام)
- یقین (اصطلاح)
- اعمال حج
- نسیء
- سکینه (قرآن)
- طاغوت